# Les Bateliers de la Volga (film, 1936)
Pour les articles homonymes, voir Les Bateliers de la Volga.
Pour plus de détails, voir Fiche technique et Distribution.
Les Bateliers de la Volga est un film français réalisé par Vladimir Strijevski et sorti en 1936.

## Fiche technique
- Réalisateur : Vladimir Strijevski
- Scénariste : Joseph Kessel
- Dialogues : Paul Bringuier
- Décors : Serge Piménoff, Pierre Schild
- Photographie : Fédote Bourgasoff, Armand Thirard
- Musique : Michel Michelet
- Production : Herman Millakowsky
- Société(s) de production :  Les Productions Milo Film
- Société(s) de distribution :  Gallic Films
- Pays de production : France
- Langue originale : français
- Format :  Noir et blanc - 1,37:1 -  Son mono
- Genre : Drame
- Durée : 91 minutes
- Date de sortie :	
  - France : 1936

## Distribution
- Pierre Blanchar : le lieutenant Vadime Borzine
- Véra Korène : Lydia Goreff
- Charles Vanel : le colonel Goreff
- Valéry Inkijinoff : Kiro
- Raymond Aimos : Broïnka
- Léon Courtois
- Albert Duvaleix : un batelier
- Pierre Labry : Kouproff
- Maurice Marceau
- Jean Marconi : le jeune officier
- Georges Prieur : le juge
- Édouard Rousseau